# خوان الثاني ملك أراغون
خوان دي تراستامارا، ملقب بخوان العظيم، (بالكتلانية: Joan el Gran، بالإسبانية: Juan II de Trastámara, el Grande ؛ مدينة دل كامبو، 29 يونيو 1398 - برشلونة، 20 يناير 1479)، دوق بينيافيل، ثم ملك نافارا من 1441 إلى 1479 وبعد ذلك ملك أراغون وفالنسيا وسردينيا وصقلية ومايوركا، وملك كورسيكا، وكونت برشلونة وعدد من الكونتيات الكاتلانية من 1458 إلى 1479.
وُلد خوان، الذي يمثل الأصل القديم لكونتات برشلونة من ناحية الأم، بينما من ناحية الأب ينحدر من أسرة تراستامارا، ابناً غير شرعي للبلاط القشتالي، ولأحقيته الوراثية كان أيضاً ملكاً صقلية وسردينيا، يعتبر أحد أشهر ملوك القرن الخامس عشر، ولكن أيضاً أحد أكثرهم فساداً.

## الزواج والذرية
هو الأبن الثاني لـ فرناندو الأول وإليانور من ألبوركويركي، تزوج في حياته مرتين ولهُ من زوجاته العديد من الأبناء الشرعيين وأيضا لديه بعض الأبناء غير الشرعيين:-
1. تزوج لمرة من أرملة أبن عمه القريب مارتينو الأول ملك صقلية بلانكا من نافارا وهي أبنة كارلوس الثالث ملك نافارا وأصبحا ملكة وملك نافارا بعد وفاة والدها في عام 1425، ولديهما أربعة أبناء:-

- كارلوس (1461-1421) استطاع أن يخلف والدته وبعد وفاتها في 1441 إلا أن والده أبى ذلك.
- خوانا (1425-1422)
- بلانكا (1464-1424) استطاعت أن تخلف أخاها بعد وفاته، وأيضا هي أميرة أستورياس من خلال زواجها من إنريكي من قشتالة.
- ليونور (1479-1425) أصبحت وصية على عرش نافارا من 1455 حتى وفاة والدها في عام 1479، وبعدها أصبحت ملكة لفترة قصيرة، ورثها حفيدها.

1. تزوج بعد ثلاثة سنوات من وفاة زوجته من قريبته خوانا إنريكس في 1444، واصبحت ملكة نافارا قرينة ثم ملكة أراغون قرينة بعد وفاة أخيها في 1458، ولديهما ولد وبنت:-

- فرناندو (1516-1452) استطاع أن يخلفه والده في عرش تاج أراغون، وأيضا هو متزوج من إيزابيلا الأولى ملكة قشتالة وليون.
- خوانا من أراغون (1517-1545) أصبحت ملكة نابولي قرينة بزواجها من أبن عمها فرديناندو الأول.

1. وإما أبنائه غير الشرعيين:-

- ألفونسو (1495-1417).[1]
- خوان أسقف سرقسطة.
- فيليبي.
- فرناندو.
- ماريا.
- ليونور.;[2]